# کن (آلمان)
کن (به آلمانی: Kenn) یک شهر در آلمان است که در تریر-زاربورگ واقع شده است. کن ۲٬۵۴۰ نفر جمعیت دارد.